# Constantin Brodzki

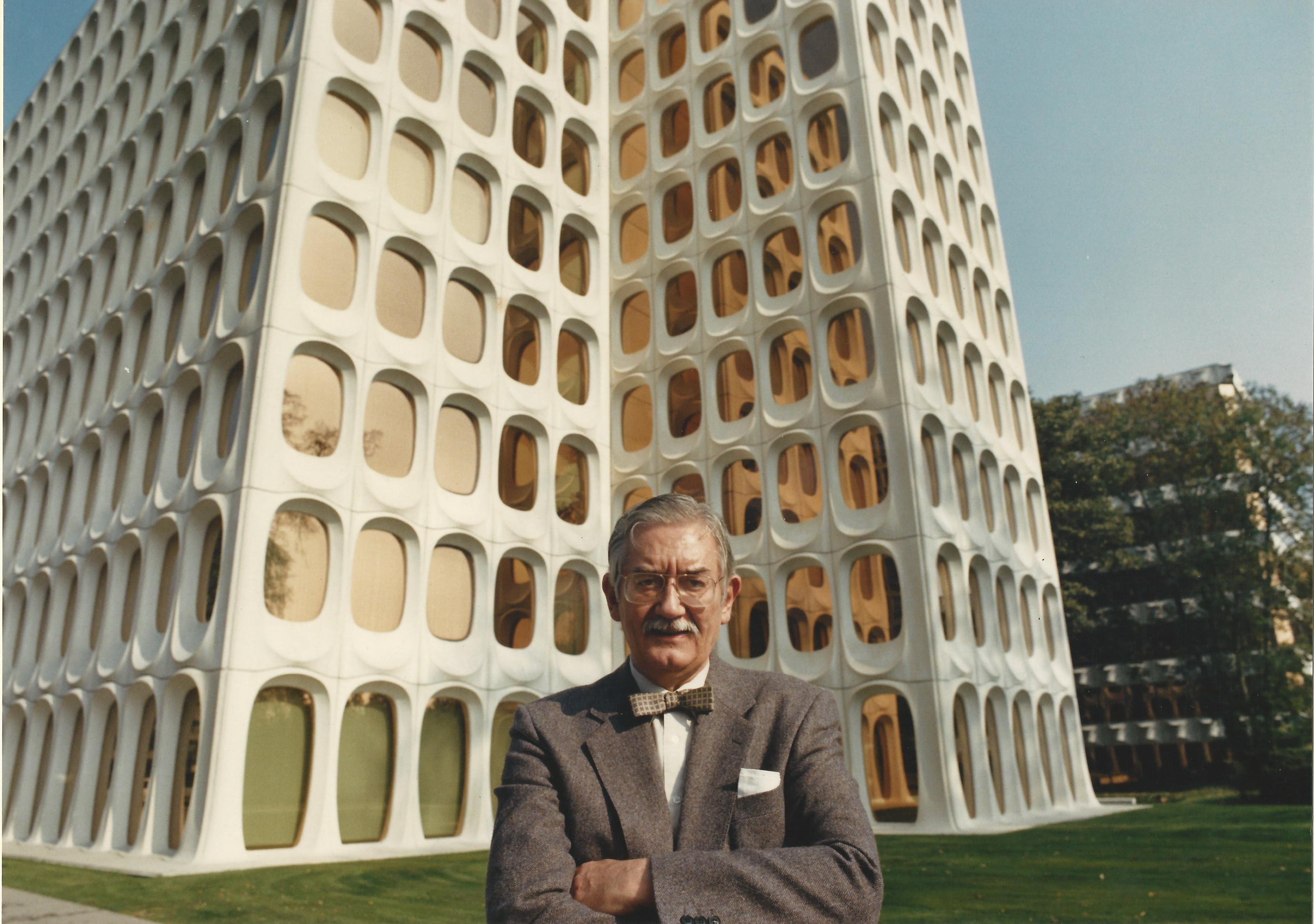
Constantin Brodzki

Constantin Brodzki (Rome, 26 oktober 1924 – 29 maart 2021) was een Italiaans-Pools-Belgisch architect.

## Biografie
Constantin Brodzki was de zoon van een Poolse vader en Belgische moeder. Net voor de aanvang van de Tweede Wereldoorlog verhuisde het gezin naar België.
Constantin Lodzia Brodzki behoorde tot de eerste naoorlogse generatie modernisten die afstudeerden aan La Cambre, waar hij echter naar eigen zeggen weinig leerde. Vervolgens trok hij naar New York en die Amerikaanse invloed bleef in heel zijn werk doorzinderen. Mede door zijn uitgesproken interesse voor techniek ging hij op zoek naar de mogelijkheden van de moderne bouwtechnieken die hij trachtte toe te passen in zijn oeuvre.
Terug in België stond hij open voor nieuwe kunststromingen. Zo was hij bevriend met Serge Vandercam, Reinhoud (D'Haese) en Marcel Broodthaers. Het grote publiek leerde hem kennen door het helaas afgebroken paviljoen van de Congolese flora en fauna op de Expo 58. Hierin wist hij op poëtische wijze architectuur en scenografie te verbinden. Ondertussen ontwierp hij enkele zeer modernistische woningen, steeds perfect geïntegreerd in het landschap. Ook hier was de Amerikaanse inspiratie en met name het werk van Richard Neutra doorslaggevend. In enkele kleinere musea en aanverwante programma's spreidde hij dezelfde kwaliteiten tentoon als in het Congolese paviljoen.
Vanaf 1964 begon hij te werken voor de beton- en cementfirma CBR. Het kantoorgebouw van de firma, opgetrokken aan de Terhulpsesteenweg (Watermaal-Bosvoorde) in prefab-elementen met organische vormen en ovale gefumeerde vensters, werd meermaals bekroond. Het mobilair werd verzorgd door Jules Wabbes.

## Werken
Veel van zijn werk is te vinden in en rond Brussel. 
- Het Paviljoen van de Congolese Flora en Fauna (1958) op de Brusselse Expo 58 (afgebroken).
- Het Gallo-Romeins Museum van Montauban (1958-1960 - Buzenol, deelgemeente van Etalle), het enige Belgische bouwwerk dat geselecteerd werd voor de expo Architecture of Museums (1968) in het New Yorkse MoMa.
- Het Filmmuseum (1957) en het Design Center (1963) in Brussel.
- Het CBR-gebouw (1970 - Watermaal-Bosvoorde), het enige Belgische bouwwerk dat geselecteerd werd voor de expo Transformation in Architecture 1960-1980 (1979-80) in het New Yorkse MoMa.

- Bibliothèque nationale de France: cb15110067h (data)
- Gemeinsame Normdatei: 129807818
- International Standard Name Identifier: 0000 0001 1495 6546
- Library of Congress Control Number: nr2005008255
- Nederlandse Thesaurus van Auteursnamen: 290499011
- Système universitaire de documentation: 080252397
- Union List of Artist Names: 500060027
- Virtual International Authority File: 96085251
- WorldCat: E39PBJpjbCTwprfP7ChRB7jjYP